# Théodore Nau
Pour les articles homonymes, voir Nau.
Théodore Nau est un architecte français, né à Nantes le 5 février 1805 et mort à Saint-Sébastien-sur-Loire le 2 juillet 1865.

## Biographie
Théodore Nau est le fils de l'architecte Louis Nau et de Claire Françoise Thébaud.
Il commence ses études d’architecture dans différents cabinets puis part faire un grand tour d'Italie avant de s'installer dans sa ville natale et d'y ouvrir son cabinet. En 1843, il devînt le premier président de la Société archéologique et historique de Nantes et de Loire-Atlantique fondée la même année.
Il est nommé architecte diocésain en 1850.

## Œuvres
- Chevet de l'église Sainte-Croix à Nantes (1840) ;
- Participation à la restauration de la cathédrale à Nantes ;
- Reconstruction intégrale de l'église Saint-Martin à Savenay (1841) ;
- Restauration de l'église Saint-Jacques de Pirmil à Nantes (1843) ;
- Première église Sainte-Madeleine à Nantes (1850) ;
- maison des missionnaires diocésains à Nantes ;
- « Grand séminaire » de Nantes devenu le lycée Eugène-Livet (1852-1870) ;
- Église Saint-Martin à Rouans.